# Qué bonito es Badalona
«Qué bonito es Badalona» es una canción, así como un pasodoble, creada en 1978 por Joan Manuel Serrat y popularizada en 1987 por Manolo Escobar.
La canción fue creada por Joan Manuel Serrat en 1978 para su álbum 1978, y tiene forma de pasodoble. Fue grabada entre el 13 y el 26 de febrero del mismo año. Vinculada con la ciudad de Badalona, la letra retrata la ciudad con su gente y sus espacios, algunos reconocibles como la playa, la estación de tren o la Rambla. Se ha visto un cierto tono irónico de lo que podía ser una ciudad del Área Metropolitana de Barcelona, que parece que no convenció a los políticos locales del momento. Serrat afirmó en 1980 que, a diferencia de lo que decía su padre –que hacía muchos años que no iba– que Badalona era todavía una villa de pescadores, cuando el cantante la visitó vio una imagen muy distinta: una ciudad industrial con gente hacinada.
De la canción se hicieron otras versiones y fue cantada por otros cantantes, uno de ellos fue Julio Madrid, el mismo 1978. Sin embargo, la canción se popularizó en 1987 gracias a Manolo Escobar, cuando el cantante, vinculado a la ciudad al haberse mudado desde su Almería natal al barrio La salud de Badalona a los 14 años, la publicó en un disco de dúos titulado «Suspiros de España», donde la cantaba con el propio Serrat.
En 2019 el grupo Ovidi4 creó una versión llamada «Que valenta ets Badalona» («Que valiente eres Badalona») para la campaña de Dolors Sabater y su coalición de Guanyem Badalona en Comú y Esquerra Republicana de Catalunya en las elecciones municipales, también como un homenaje a Manolo Escobar, donde describen la ciudad como luchadora y obrera y valorando su diversidad.